# Visible Human Project

Logo der National Library of Medicine

Das Visible Human Project (VHP) ist ein Projekt mit dem Ziel, auf der Basis von Querschnitten kompletter menschlicher Körper detaillierte Daten für die Visualisierung der Anatomie des Menschen zu gewinnen. Für diesen Zweck wurden die Körper von zwei Spendern eingefroren und in dünne Scheiben geschnitten, die fotografiert und digitalisiert wurden. Das Projekt gehört zur amerikanischen National Library of Medicine (NLM) und steht unter der Leitung von Michael J. Ackerman. Die Planungen begannen 1989. Die Daten zum männlichen Körper wurden im November 1994 veröffentlicht, die zum weiblichen Körper im November 1995. Das Projekt wird gegenwärtig am National Museum of Health and Medicine in Washington, DC dokumentiert.

## Datengewinnung

### Herkunft der Körper

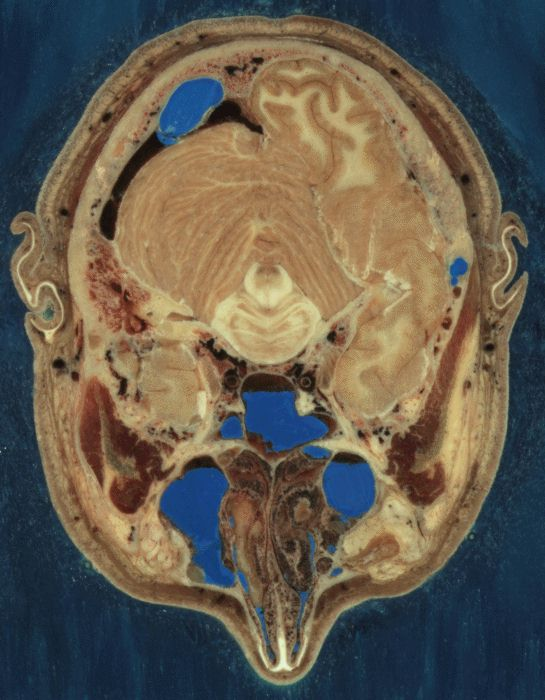
Bild aus dem Visible Human Project: Gefrierschnitt durch den Kopf eines Mannes

Für den männlichen Körper erklärte sich Joseph Paul Jernigan zur Körperspende für wissenschaftliche Zwecke bereit. Jernigan war 39 Jahre alt und ein in Texas verurteilter Mörder, der am 5. August 1993 durch die Giftspritze hingerichtet wurde. Seine Bereitschaft zur Spende erklärte er auf Anfrage des Gefängnispfarrers, ohne allerdings konkret von einer Verwendung für das Visible Human Project zu wissen. Von einigen Seiten sind diesbezüglich ethische Bedenken geäußert worden.
Die Spenderin des weiblichen Körpers, eine 59-jährige Frau, blieb anonym. In der Presse wurde sie als Hausfrau aus Maryland beschrieben, die an einem Herzinfarkt verstorben sei. Diesen Angaben zufolge stammt der Vorschlag, ihren Körper für das Projekt zu verwenden, von ihrem Ehemann.

### Technische Aspekte

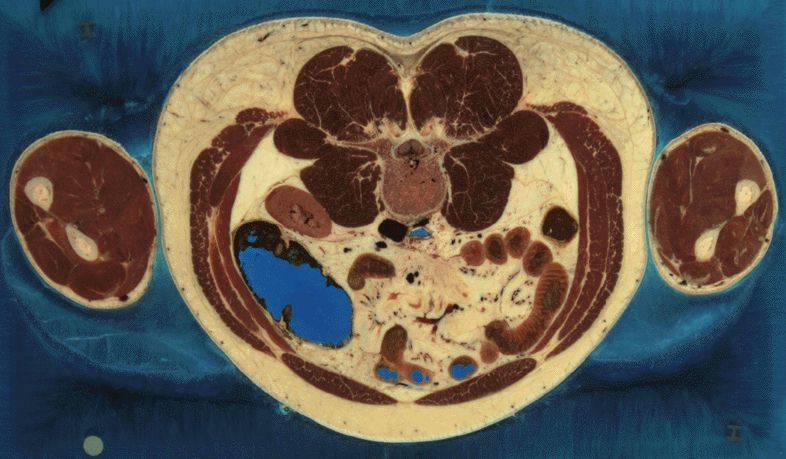
Bild aus dem Visible Human Project: Gefrierschnitt durch den Bauchraum eines Mannes

Der männliche Körper wurde gefroren und anhand eines Intervalls von einem Millimeter in 1871 axiale Schnitte zerlegt. Diese wurden fotografiert, die Bilder wurden anschließend digitalisiert. Das gesamte Datenvolumen aller Bilder, die jeweils eine Auflösung von 2048 × 1216 Pixeln in 24 Bit Farbtiefe haben, beträgt 15 Gigabyte. Im August 2000 wurden Daten mit einer höheren Auflösung zur Verfügung gestellt. Dazu wurden Fotos von Teilausschnitten der Körperschnitte mit einer Auflösung von 4096 × 2700 Pixeln digitalisiert und entsprechend zusammengesetzt. Daraus ergibt sich ein Datenvolumen von 65 Gigabyte. Der weibliche Körper wurde in einem Intervall von 0,33 Millimetern geschnitten, woraus sich 5189 Schnitte und 40 Gigabyte Daten ergaben.
Zusätzlich wurden mittels Computertomographie in einem Intervall von einem Millimeter und Magnetresonanztomographie in einem Intervall von vier Millimetern weitere Abbildungen der Körper in verschiedenen Ebenen gewonnen. Alle Arbeiten fanden am Zentrum für Gesundheitswissenschaften der Universität von Colorado statt.

### Probleme und Entdeckungen
Das Gehirn des männlichen Körpers schwoll durch den Gefrierprozess leicht an. Teile seiner Innenohren sind während des Schneideprozesses verloren gegangen. Nerven sind in den Schnitten kaum von Fettgewebe zu unterscheiden. Kleine Blutgefäße sind durch den Gefrierprozess kollabiert und zeigen somit nicht die natürliche Struktur. Der Spender besaß darüber hinaus nur einen Hoden. Die Geschlechtsorgane der Frau sind aufgrund ihres Alters nicht repräsentativ für die einer jungen Frau.
Durch die Untersuchung der Daten fanden Forscher der Columbia University verschiedene Fehler in Anatomielehrbüchern, so zum Beispiel zur Form eines Muskels in der Beckenregion und zur Lage der Harnblase und der Prostata.

## Weitere Entwicklung

### Lizenzierung und bisherige Anwendungen

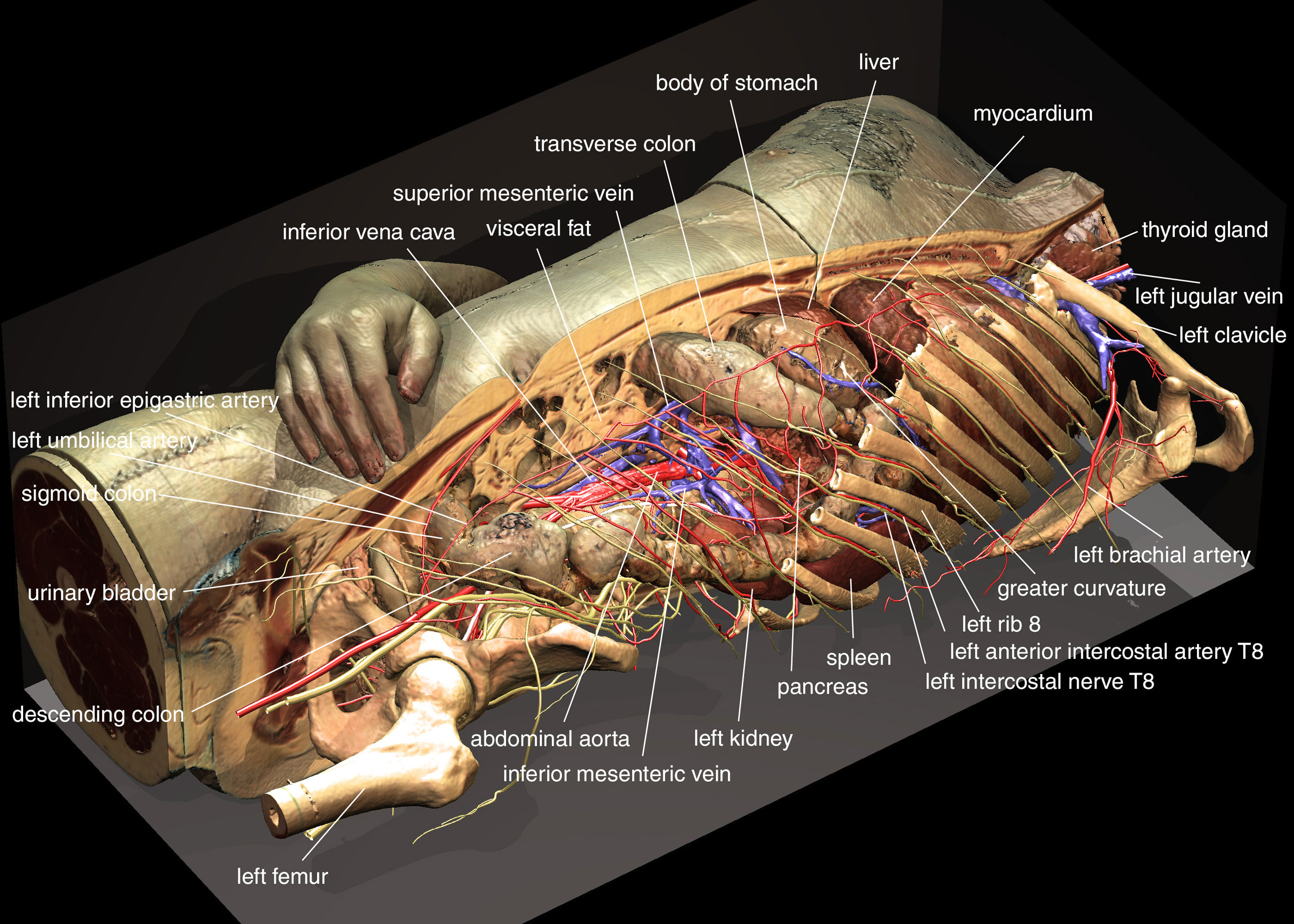
Rekonstruktion der inneren Organe des Visible Human im VOXEL-MAN Atlas (1998)

Die Daten können in vollständigem Umfang käuflich auf Magnetbändern erworben werden. Der Download über das Internet ist kostenlos. Allerdings muss man die geplante Verwendung angeben und eine Lizenzvereinbarung unterzeichnen, die der NLM das Recht einräumt, aus der Verwendung entstehende Anwendungen zu nutzen und zu modifizieren. Die NLM hat darüber hinaus das Recht, die Vereinbarung jederzeit zu beenden. Derzeit werden die Daten von etwa 2.000 Lizenznehmern in rund 50 Ländern genutzt.
Verschiedene Projekte versuchen, die Rohdaten für Ausbildungszwecke besser nutzbar zu machen, insbesondere durch ein dreidimensionales Modell des menschlichen Körpers. In diesem sind die Organe bezeichnet, können von allen Seiten betrachtet und animiert sowie einzeln aus dem Modell entfernt werden. Eine Anwendung mit dieser Funktionalität ist das an der Universität Hamburg im Rahmen des Voxel-Man-Projekts entwickelte und kommerziell erhältliche Programm VOXEL-MAN 3D-Navigator Inner Organ, nach zunächst kommerzieller Verbreitung frei herunterladbar. Von der NLM wird das Open-Source-Projekt Insight Segmentation and Registration Toolkit betreut. Auch das Buch Body Voyage von Alexander Tsiaras und die zugehörige CD nutzen die Daten des Projektes. Weitere Anwendungen beschäftigen sich mit virtueller Radiographie und virtueller Chirurgie zur Simulation von medizinischen Techniken.

### Ähnliche Projekte
Das Chinese Visible Human Project hat im Oktober 2002 beziehungsweise im Februar 2003 entsprechende Daten von chinesischen Körperspendern veröffentlicht. Diese sind nach den Angaben des Projektes frei von körperlichen Krankheiten. Auch die Darstellung der Blutgefäße sei besser gelungen. Analog dazu existieren darüber hinaus auch Daten eines Visible Korean Human Project.